# Alessandro Palma di Cesnola
Alessandro Palma di Cesnola (Rivarolo Canavese, 1839-Florencia, 1914) llevó a cabo excavaciones ilegales en Chipre. Trabajó en Pafos (donde era vicecónsul de Estados Unidos) y en Salamina, en nombre del gobierno británico. Los resultados de éstas se describen en Salaminia (1882).
Alessandro era el hermano del más conocido arqueólogo Luigi Palma di Cesnola.